# Шортандинська селищна адміністрація
Шортанди́нська селищна адміністрація (каз. Шортанды кенттік әкімдігі, рос. Шортандинская поселковая администрация) — адміністративна одиниця у складі Шортандинського району Акмолинської області Казахстану. Адміністративний центр та єдиний населений пункт — селище Шортанди.
Населення — 6562 особи (2021; 6268 у 2009, 7178 у 1999, 7169 у 1989).